# Ѹ
Ѹ, ѹ albo Ꙋ, ꙋ (uk) – litera cyrylicy będąca ligaturą liter О i У. Jest zapożyczeniem greckiego dwuznaku ου. Odpowiadała w języku staro-cerkiewno-słowiańskim głosce [u]. Współcześnie w miejscu tej litery używana jest litera У

## Kodowanie
| Znak                   | Ѹ                          | Ѹ                          | ѹ                        | ѹ                        |
| ---------------------- | -------------------------- | -------------------------- | ------------------------ | ------------------------ |
| Nazwa w Unikodzie      | CYRILLIC CAPITAL LETTER UK | CYRILLIC CAPITAL LETTER UK | CYRILLIC SMALL LETTER UK | CYRILLIC SMALL LETTER UK |
| Kodowanie              | dziesiątkowo               | szesnastkowo               | dziesiątkowo             | szesnastkowo             |
| Unicode                | 1144                       | U+0478                     | 1145                     | U+0479                   |
| UTF-8                  | 209 184                    | d1 b8                      | 209 185                  | d1 b9                    |
| Odwołania znakowe SGML | &#1144;                    | &#x0478;                   | &#1145;                  | &#x0479;                 |

| Znak                   | Ꙋ                                    | Ꙋ                                    | ꙋ                                  | ꙋ                                  |
| ---------------------- | ------------------------------------ | ------------------------------------ | ---------------------------------- | ---------------------------------- |
| Nazwa w Unikodzie      | CYRILLIC CAPITAL LETTER MONOGRAPH UK | CYRILLIC CAPITAL LETTER MONOGRAPH UK | CYRILLIC SMALL LETTER MONOGRAPH UK | CYRILLIC SMALL LETTER MONOGRAPH UK |
| Kodowanie              | dziesiątkowo                         | szesnastkowo                         | dziesiątkowo                       | szesnastkowo                       |
| Unicode                | 42570                                | U+0A64A                              | 42571                              | U+0A64B                            |
| UTF-8                  | 234 153 138                          | ea 99 8a                             | 234 153 139                        | ea 99 8b                           |
| Odwołania znakowe SGML | &#42570;                             | &#x0A64A;                            | &#42571;                           | &#x0A64B;                          |